# Bobbaan
Bobbaan in Efteling (Kaatsheuvel, Nordbrabant, Niederlande) war eine Stahlachterbahn vom Modell Swiss Bob des Herstellers Intamin in Zusammenarbeit mit Giovanola, die am 4. April 1985 eröffnet wurde.
Bobbaan besaß acht einzelne Wagen mit Platz für jeweils sechs Fahrgäste. Die ursprünglichen Bobschlitten mit einzelnen Sitzen hintereinander wurden 2005 durch Schlitten ersetzt, die zwei Sitze pro Reihe besaßen, um dadurch eine höhere Kapazität zu erreichen und die extrem langen Warteschlangen von bis zu 90 Minuten zu verkürzen. Die ursprünglichen Bobschlitten wurden durch Schlitten im Holzstil ersetzt, entsprechend dem klassischen österreichischen Alpenstil der Station. Die ursprünglichen Züge wurden an Six Flags Over Texas verkauft und finden an deren Bobbahn La Vibora Anwendung. Um für eine Nachtfahrlizenz den Lärmpegel zu senken, wurden die ursprünglichen Stahlräder durch weichere ersetzt. Die Bahn wand sich durch Bäume und besaß einige Abfahrten, Kurven und Stellen, an denen die Fahrt hohe Geschwindigkeiten erreichte. Die Musik in der Station war traditionell österreichische Musik.
Ab 2017 wies der Bob regelmäßig hartnäckige technische Mängel auf, wodurch die Attraktion immer wieder für unbestimmte Zeit geschlossen werden musste. Unter anderem kollidierten 2017 und 2018 zwei Schlitten miteinander. Verletzt wurde dabei niemand. Als Ursache wurden der Regen und die nassen Bremsen genannt. Am 9. Oktober 2018 wurde bekanntgegeben, dass der Bob am 1. September 2019 endgültig geschlossen und die Attraktion abgerissen werden würde. Auf dem Gelände wurde 2020 die neue Familienachterbahn Max + Moritz eröffnet.
Im Vorfeld des Abrisses platzierte Efteling-Direktor Fons Jürgens am 15. Juli 2019 Anzeigen auf der Webseite Marktplaats, in denen ein Fahrzeug und einige Attribute der Attraktion angeboten wurden. Der Erlös ging an die Villa Pardoes, eine dem Park Efteling zugehörige Ferienunterkunft für Familien mit schwerkranken Kindern. Im Juli und August spielte immer freitag- und samstagabends Jürgen Freilich ein Abschiedslied. Am Tag der Schließung wurden den Besuchern Fahnen ausgehändigt und die Warteschlange dekoriert. Am 2. September 2019 wurde mit dem Abriss begonnen.